# Caucasonethes vandeli
Caucasonethes vandeli är en kräftdjursart som beskrevs av Ionel Grigore Tabacaru 1993. Caucasonethes vandeli ingår i släktet Caucasonethes och familjen Trichoniscidae. Inga underarter finns listade i Catalogue of Life.